# مابل بارتون
مابل بارتون (بالإنجليزية: Mabel Parton)‏ مواليد 22 يوليو 1881 في لندن، إنجلترا - الوفاة 12 أغسطس 1962 في سري، كانت لاعبة كرة مضرب إنجليزية. سبق أن شاركت في دورة الألعاب الأولمبية الصيفية وأحرز الميدالية البرونزية.

## الميداليات
| الميدالية | المسابقة                       |
| --------- | ------------------------------ |
| برونزية   | الألعاب الأولمبية الصيفية 1912 |

## روابط خارجية
- مابل بارتون على موقع الاتحاد الدولي لكرة المضرب (الإنجليزية)
- مابل بارتون على موقع اللجنة الأولمبية الدولية (الإنجليزية)
- مابل بارتون على موقع أوليمبيديا (الإنجليزية)